# Harutaka Ōno
Harutaka Ōno (大野 敏隆 Ōno Harutaka?, nacido el 12 de mayo de 1978 en Saitama) es un exfutbolista japonés. Jugaba de centrocampista y su último club fue el Tokyo Verdy de Japón.

## Trayectoria

### Clubes
| Club                 | País  | Año         |
| -------------------- | ----- | ----------- |
| Kashiwa Reysol       | Japón | 1997 - 2005 |
| Kyoto Purple Sanga   | Japón | 2003        |
| Nagoya Grampus Eight | Japón | 2004        |
| Tokyo Verdy          | Japón | 2006 - 2008 |

## Palmarés

### Títulos nacionales
| Título         | Club           | País  | Año  |
| -------------- | -------------- | ----- | ---- |
| Copa J. League | Kashiwa Reysol | Japón | 1999 |